# Chris Sale
Christopher Sale (né le 30 mars 1989 à Lakeland, Floride, États-Unis) est un lanceur gaucher des Braves d’Atlanta de la Ligue majeure de baseball. 
Reconnu pour son grand nombre de retraits sur des prises, il a reçu quatre invitations au match des étoiles. Ses 274 retraits sur des prises en 2015 représentent un record dans l'histoire des White Sox.

## Carrière
Après des études secondaires à la Lakeland High School de Lakeland (Floride), Chris Sale est repêché le 7 juin 2007 par les Rockies du Colorado au 21e tour de sélection. Il repousse l'offre et suit des études supérieures à la Florida Gulf Coast University où il porte les couleurs des Eagles de 2008 à 2010. Sale enregistre 20 victoires pour 4 défaites, 4 sauvetages et 2 Match sans point ni coup sûr chez les universitaires. De telles performances attisent les convoitises des clubs de Ligue majeure. Il rejoint les rangs professionnels à la suite de la draft du 7 juin 2010 au cours de laquelle il est sélectionné par les White Sox de Chicago au premier tour (13e choix). Il perçoit un bonus de 1,656 million dollars à la signature de son premier contrat professionnel le 20 juin 2010. 

### White Sox de Chicago

#### Saison 2010
Sale ne s'éternise pas en Ligues mineures. Il passe onze jours en A+ avec les Winston-Salem Dash, puis vingt-deux jours en Triple-A chez les Charlotte Knights avant d'effectuer ses débuts en Ligue majeure le 6 août 2010 avec les White Sox de Chicago. Il entre en jeu à Baltimore lors d'un match entre les White Sox et les Orioles. Appelé en relève en huitième manche, il n'affronte que deux frappeurs adverses, donnant un but-sur-balles à Brian Roberts et un simple à Nick Markakis. Il est le premier joueur de la draft 2010 à jouer en Majeure.
Sale enregistre son premier sauvetage au plus haut niveau le 1er septembre 2010 contre les Indians de Cleveland à Progressive Field, puis signe sa première victoire le 6 septembre 2010 face aux Tigers de Détroit à Comerica Park. Il termine la saison avec deux victoires, une défaite et quatre sauvetages.

#### Saison 2011

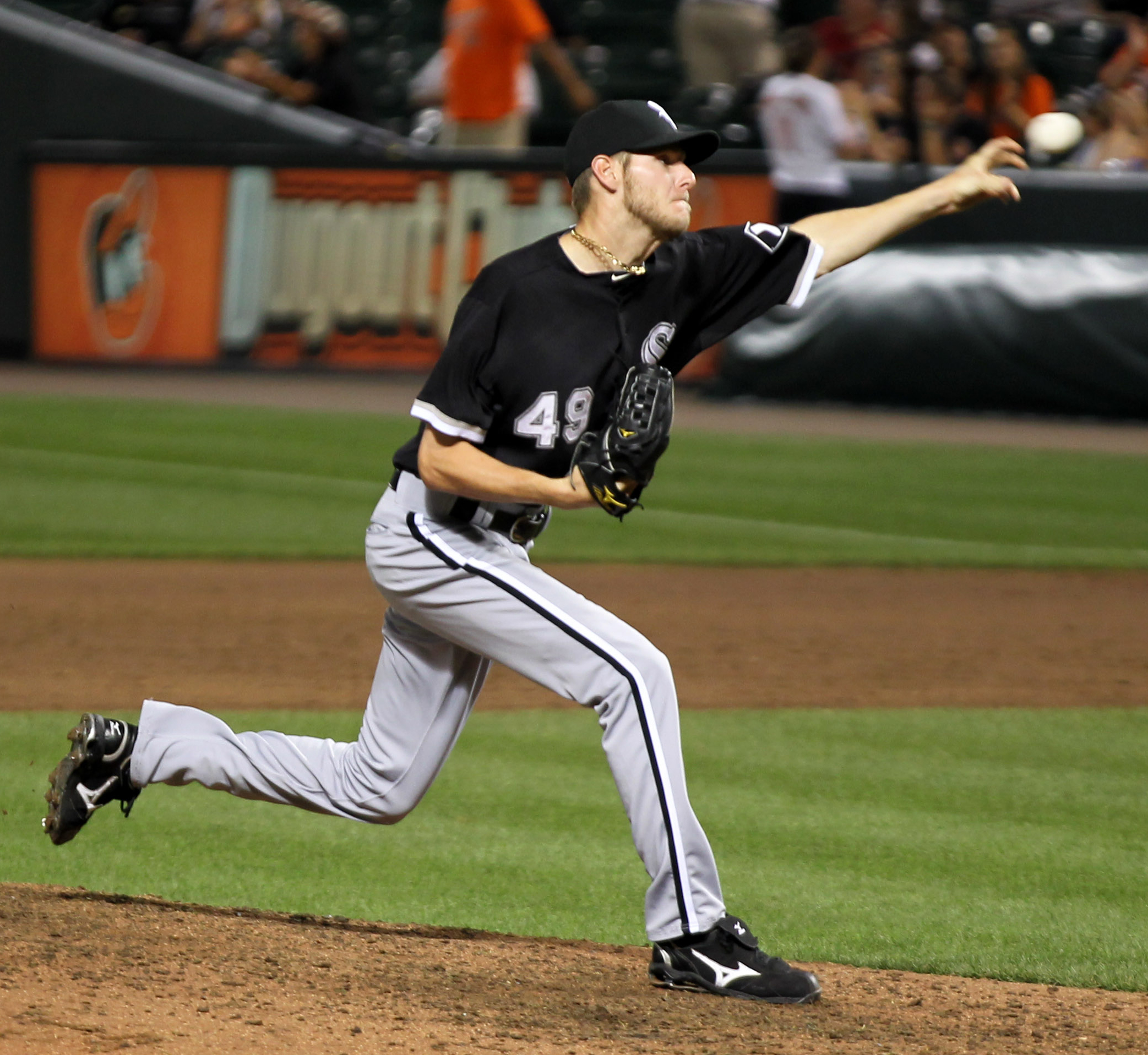
Chris Sale en 2011 avec les White Sox de Chicago.

Le rôle à donner à Sale en 2011 prête à débats chez les White Sox. Lanceur partant, releveur, un panachage des deux ou stoppeur ? Don Cooper, l'instructeur responsable des lanceurs, est confiant dans les capacités de Sale pour tenir un rôle de lanceur partant. À 22 ans, Sale apparait au 25e rang des meilleurs espoirs de la MLB mais c'est comme releveur qu'il est employé durant la saison. Il effectue 58 sorties et lance 71 manches, enregistrant 79 retraits sur des prises. Il maintient sa moyenne de points mérités à 2,79 avec deux victoires, deux défaits et huit sauvetages.

#### Saison 2012
Sale est nommé meilleur lanceur du mois de mai 2012 dans la Ligue américaine après avoir remporté quatre décisions sur cinq avec une moyenne de points mérités de 1,71 et 35 retraits sur des prises en 31 manches et deux tiers lancées.
Rapidement, Sale s'impose comme l'un des meilleurs lanceurs de la ligue. Sa moyenne de points mérités de 3,05 est la meilleure chez les partants des White Sox, qu'il domine avec 17 victoires contre 8 défaites. Parmi les lanceurs du club, seul Jake Peavy (219 manches) lance plus de manches que les 192 de Sale en 2012. Le gaucher termine 4e de la Ligue américaine pour les victoires, 9e pour les retraits sur des prises avec 192, et se classe dans le top 10 pour le ratio de retraits au bâton par buts-sur-balles accordé.
Invité à son premier match d'étoiles à la mi-saison, Sale termine 6e à la fin de l'année au vote qui désigne le gagnant du trophée Cy Young du meilleur lanceur de la saison.

#### Saison 2013
Chris Sale fait suite à sa saison 2012 par une autre encore meilleure. Il honore une seconde invitation au match d'étoiles et termine cette fois 5e au vote de fin de saison désignant le gagnant du trophée Cy Young.
Malgré un dossier perdant de 11-14 au sein d'un club qui fait piètre figure avec 99 défaites en saison régulière, Sale s'impose comme lanceur numéro un des White Sox, surtout après le départ de Jake Peavy. En 30 départs et 214 manches et un tiers lancées, nouveau sommet pour lui, il remet une moyenne de points mérités de 3,07 et réussit un nouveau record personnel de 226 retraits sur des prises. Troisième de la Ligue américaine dans cette dernière catégorie derrière Yu Darvish (277 retraits sur des prises) et Max Scherzer (240), Sale est 6e de l'Américaine pour les retraits au bâton par 9 manches lancées. Il termine 2e de l'Américaine derrière David Price et 5e de toutes les majeures pour le nombre de retraits sur trois prises par buts-sur-balles accordés. Avec seulement 1,93 buts-sur-balles alloué à l'adversaire, il est le 7e lanceur qui fait le mieux à ce chapitre dans sa ligue. Il mène l'Américaine pour les matchs complets avec 4 et réalise le 12 mai 2013 sur les Angels de Los Angeles son premier jeu blanc en carrière.

#### Saison 2014
Après un bon départ en 2014 où il a 3 victoires, aucune défaite et une moyenne de points mérités de 2,30 en 4 départs, Sale est le 22 avril placé pour la première fois de sa carrière sur la liste des joueurs blessés, après avoir ressenti des douleurs au bras gauche à la suite d'un départ où il avait effectué 127 lancers contre Boston.
Sale est invité au match des étoiles 2014. C'est sa 3e sélection en 3 ans.
Une fois la saison terminée, il termine encore une fois dans le top 5 au vote désignant le lauréat du trophée Cy Young du meilleur lanceur, prenant cette fois la 3e place. Dans la Ligue américaine, Sale est deuxième pour la moyenne de points mérités (2,17) et pour la WHIP (0,966), chaque fois derrière Félix Hernández des Mariners de Seattle. Il mène l'Américaine avec 10,75 retraits sur des prises par 9 manches lancées, une performance surpassée seulement par Clayton Kershaw dans la Ligue nationale. Il est de plus 5e de l'Américaine avec un ratio de 5,33 retraits sur des prises par but-sur-balles et 6e avec 208 retraits au bâton. En 26 départs et 174 manche lancées pour les White Sox, Sale savoure 12 victoires contre 3 défaites et complète deux matchs.

#### Saison 2015
Chris Sale réussit en 2015 un total de 270 retraits sur des prises, plus que tout autre lanceur dans l'histoire des White Sox. Il atteint ce total en 203 manches lancées au total et abat l'ancienne marque d'équipe de 269 réussis sur 464 manches par Ed Walsh en 1908.
Le 25 avril 2015, il est suspendu 5 matchs à la suite d'une bagarre survenue lors d'un match le 23 avril contre les Royals de Kansas City.
Le 30 juin 2015, Chris Sale égale un record établi par Pedro Martínez en 1999 avec Boston et devient le deuxième lanceur de l'histoire des majeures à réussir au moins 10 retraits sur des prises lors de 8 départs consécutifs. La séquence s'arrête à huit lorsqu'il se contente de 6 retraits sur des prises à son départ suivant, le 6 juillet contre Blue Jays de Toronto.
Chris Sale est nommé meilleur lanceur du mois de juin 2015 dans la Ligue américaine. En 6 départs au cours de cette période, il retire 75 adversaires sur des prises en 44 manches et un tiers lancées, le plus grand nombre en un seul mois depuis les 87 de Nolan Ryan pour les Angels de la Californie en juin 1977.

### Red Sox de Boston
Le 6 décembre 2016, Sale passe des White Sox aux Red Sox de Boston en retour de Yoan Moncada, Michael Kopech ainsi que 2 autres joueurs prospects.

### Braves d’Atlanta
Le 30 décembre 2023, Chris Sale est échangé aux Braves d’Atlanta contre Vaughn Grissom.

## Style
Chris Sale est notable pour sa manière peu orthodoxe de lancer,. Le longiline lanceur gaucher ne fait que 180 livres (81 kg) pour sa taille de 6 pieds et 6 pouces (1 mètre 98). En raison de sa haute taille, de sa silhouette et de la vélocité de ses lancers, il a attiré des comparaisons avec Randy Johnson,,. Sa façon de lancer a été décrite comme « terrifiante », « maladroite » et « douloureuse » à regarder, alors qu'il envoie son coude loin derrière lui et que son bras gauche semble se contorsionner tel un élastique. Sa motion insolite et sa frêle stature ont soulevé des inquiétudes quant à sa capacité de connaître du succès à long terme sans subir de blessure,,. Son style a aussi inspiré la crainte que ses lancers perdent du jour au lendemain en force et en vélocité, à l'instar du sort subi par Tim Lincecum, un autre lanceur grand et mince à la motion inhabituelle,.

## Statistiques
| Saison | Équipe     | G   | GS  | CG | SHO | V   | D  | SV | IP     | SO   | ERA  |
| ------ | ---------- | --- | --- | -- | --- | --- | -- | -- | ------ | ---- | ---- |
| 2010   | Chicago WS | 21  | 0   | 0  | 0   | 2   | 1  | 4  | 23.1   | 32   | 1,93 |
| 2011   | Chicago WS | 58  | 0   | 0  | 0   | 2   | 2  | 8  | 71.0   | 79   | 2,79 |
| 2012   | Chicago WS | 30  | 29  | 1  | 0   | 17  | 8  | 0  | 192.0  | 192  | 3,05 |
| 2013   | Chicago WS | 30  | 30  | 4  | 1   | 11  | 14 | 0  | 214.1  | 226  | 3,07 |
| 2014   | Chicago WS | 26  | 26  | 2  | 0   | 12  | 4  | 0  | 174.0  | 208  | 2,17 |
| 2015   | Chicago WS | 31  | 31  | 1  | 0   | 13  | 11 | 0  | 208.2  | 274  | 3,41 |
| 2016   | Chicago WS | 32  | 32  | 6  | 1   | 17  | 10 | 0  | 226.2  | 233  | 3,34 |
| 2017   | Boston RS  | 32  | 32  | 1  | 0   | 17  | 8  | 0  | 214.1  | 308  | 2,90 |
| 2018   | Boston RS  | 23  | 23  | 0  | 0   | 12  | 4  | 0  | 146.0  | 219  | 1,97 |
| Totaux | Totaux     | 283 | 203 | 15 | 2   | 103 | 62 | 12 | 1470.1 | 1771 | 2,88 |

Note : G = Matches joués ; GS = Matches comme lanceur partant ; CG = Matches complets ; SHO = Blanchissages ; 
V = Victoires ; D = Défaites ; SV = Sauvetages ; IP = Manches lancées ; SO = Retraits sur des prises ; ERA = Moyenne de points mérités.